# Hautschenmühle (Adelshofen)

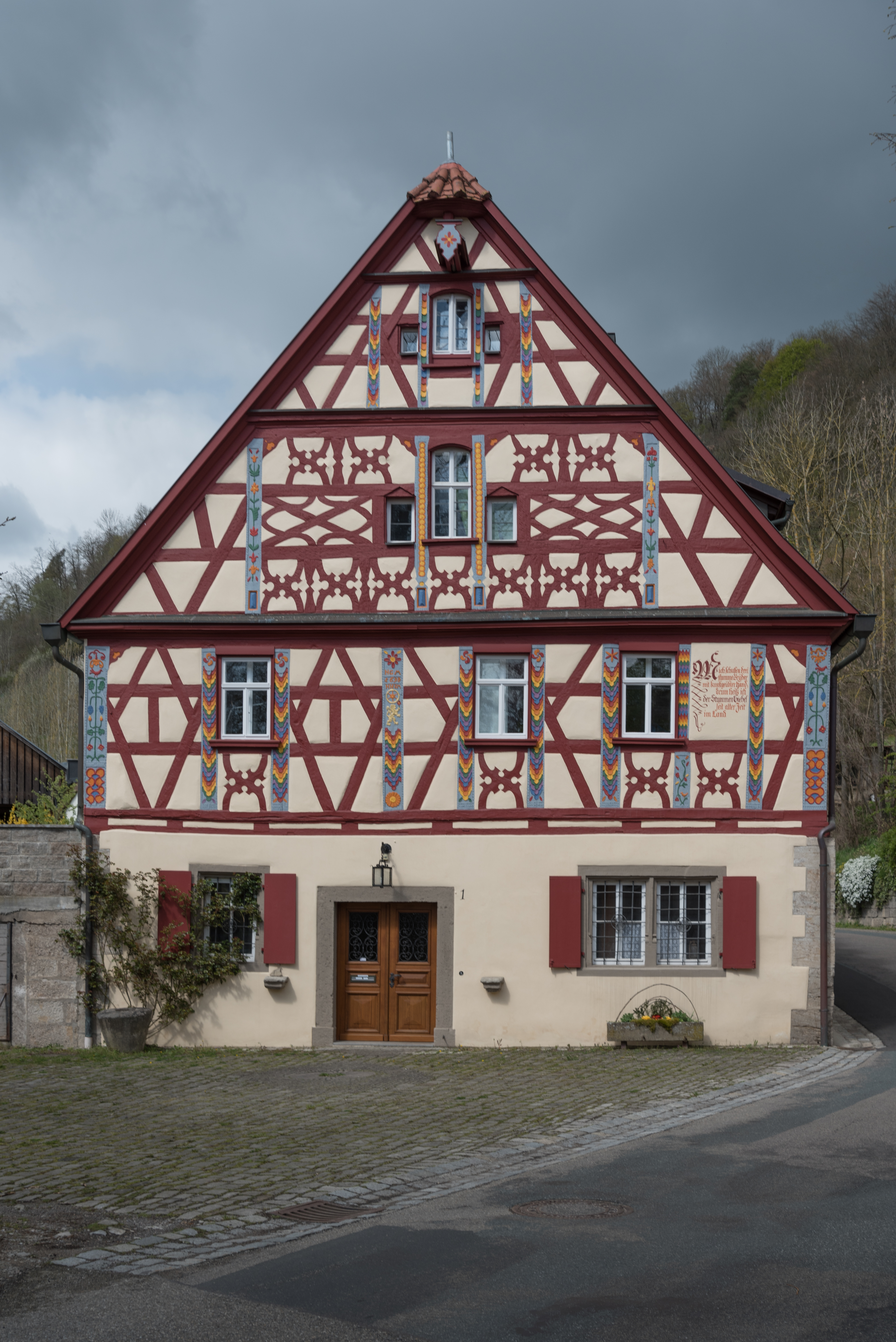
Ehemalige Hautschenmühle

Hautschenmühle (früher auch Untermühl bzw. Stummenmühle genannt) ist ein Gemeindeteil der Gemeinde Adelshofen im Landkreis Ansbach (Mittelfranken, Bayern). Hautschenmühle liegt in der Gemarkung Tauberzell.

## Geografie
Die Einöde liegt im tief eingeschnittenen Tal des Flusses abwärts von Tauberzell und direkt an das Kirchdorf anschließend rechts am Ufer der Tauber. Die Staatsstraße 2268/Landesstraße 2251 führt nach Tauberscheckenbach (2,2 km südöstlich) bzw. nach Archshofen (3 km westlich); diese ist hier ein Abschnitt der Romantischen Straße.

## Geschichte
Von 1797 bis 1808 unterstand der Ort dem Justiz- und Kammeramt Uffenheim. Mit dem Gemeindeedikt im frühen 19. Jahrhundert wurde Hautschenmühle dem Steuerdistrikt und der Ruralgemeinde Tauberzell zugeordnet. Im Zuge der Gebietsreform in Bayern wurde Hautschenmühle am 1. Juli 1972 nach Adelshofen eingemeindet.

### Baudenkmäler
- Mühle mit Scheune[7]

### Einwohnerentwicklung
| Jahr      | 001818 | 001840 | 001861 | 001871 | 001885 | 001900 | 001925 | 001950 | 001961 | 001970 | 001987 |
| Einwohner | 7      | 10     | 7      | 11     | 14     | *      | *      | *      | *      | *      | 6      |
| Häuser    | 2      | 1      |        |        | 1      | *      | *      | *      | *      |        | 2      |
| Quelle    | [ 9 ]  | [ 10 ] | [ 11 ] | [ 12 ] | [ 13 ] | [ 14 ] | [ 15 ] | [ 16 ] | [ 17 ] | [ 18 ] | [ 1 ]  |

## Religion
Der Ort ist seit der Reformation evangelisch-lutherisch geprägt und bis heute nach St. Veit (Tauberzell) gepfarrt. Die Einwohner römisch-katholischer Konfession sind nach St. Johannis (Rothenburg ob der Tauber) gepfarrt.